# Marie-Margot Joannes
Marie-Margot Joannes (21 de abril de 1993) es una deportista francesa que compitió en remo. Ganó una medalla de plata en el Campeonato Mundial de Remo en Sala de 2020, en la prueba de ligero 2000 m.

## Palmarés internacional
| Campeonato Mundial | Campeonato Mundial | Campeonato Mundial | Campeonato Mundial |
| Año                | Lugar              | Medalla            | Prueba             |
| ------------------ | ------------------ | ------------------ | ------------------ |
| 2020               | París (Francia)    | Medalla de plata   | Ligero 2000 m      |